# Great Holland
Great Holland est un village et une ancienne paroisse civile de l'Essex, en Angleterre.